# Yoruhashi
Yoruhashi（よるはし），日本漫畫家。代表作為『剣の王国』

## 經歷
截至2020年，已經搬家搬遷了7次，目前的住址是埼玉縣鴻巣市。
還被日本將棋聯盟正式授予業餘初段的段位。

## 作品

### 漫畫
- 剣の王国（日语：剣の王国）[3]
- 破滅的王國、原名《はめつのおうこく》、《The Kingdoms of Ruin》[4]

### 其他
- 原名《あるＯＬのエレジー》、[5]（短編小説/エブリスタ）
- 原名《AIクラリス》、[6](持ち込み時代のネーム)

## 外部連結
- Yoruhashi的X（前Twitter）